# Israelische Billie-Jean-King-Cup-Mannschaft

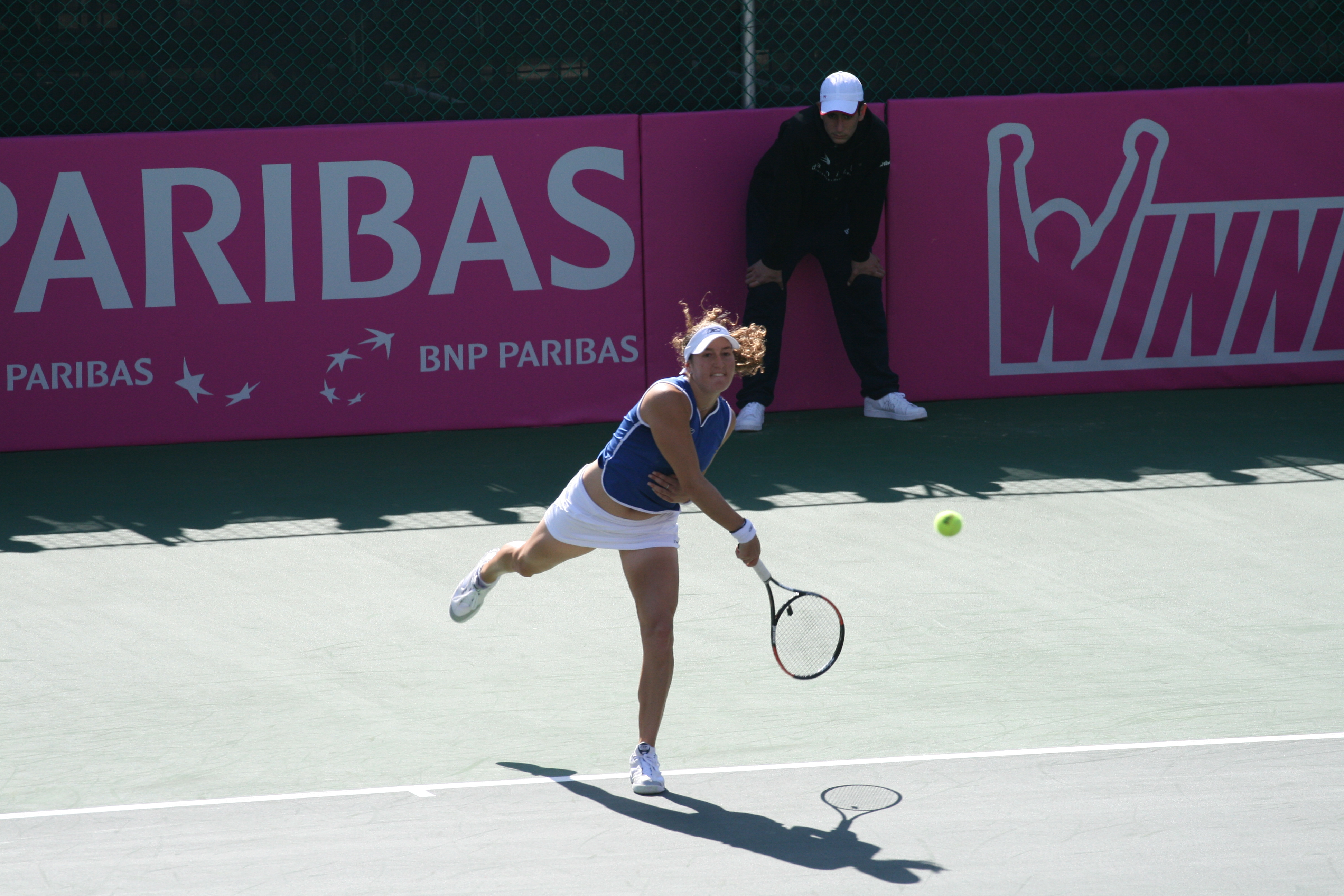
Shahar Peer 2008

Die israelische Billie-Jean-King-Cup-Mannschaft ist die Tennisnationalmannschaft von Israel, die im Billie Jean King Cup eingesetzt wird. Der Billie Jean King Cup (bis 1995 Federation Cup, 1996 bis 2020 Fed Cup) ist der wichtigste Wettbewerb für Nationalmannschaften im Damen-Tennis, analog zum Davis Cup bei den Herren.

## Geschichte
Erstmals nahm 1972 am Billie Jean King Cup teil. Das bisher beste Ergebnis war das Erreichen der 1. Runde der Weltgruppe 2008.

## Teamchefs (unvollständig)
- Lior Mor, –2012
- Amos Mansdorf, 2013–2015
- Tzipora Obziler, seit 2016

## Bekannte Spielerinnen der Mannschaft
- Tzipora Obziler
- Anna Smaschnowa
- Hila Rosen
- Shahar Peer